# Reduktor ciśnienia
Regulator ciśnienia – zawór sterujący ciśnieniem, nastawiany ręcznie, utrzymujący stałą wartość ciśnienia na wyjściu, niezależnie od zmian, wyższego ciśnienia wejściowego, przy zmiennej wartości natężenia przepływu czynnika przez zawór.

## Sposób działania
Reduktory ciśnienia bezpośredniego działania są urządzeniami regulacyjnymi, których układ pomiarowy pobiera energię niezbędną do pracy od medium i wytwarza siłę wystarczającą do przestawienia członu nastawczego. Urządzenia składają się z zaworu regulacyjnego i siłownika, który przy wzroście ciśnienia otwiera lub zamyka zawór. Są to sterowane medium regulatory proporcjonalne. Każdej odchyłce od nastawionej wartości zadanej jest przypisane określone położenie zaworu.

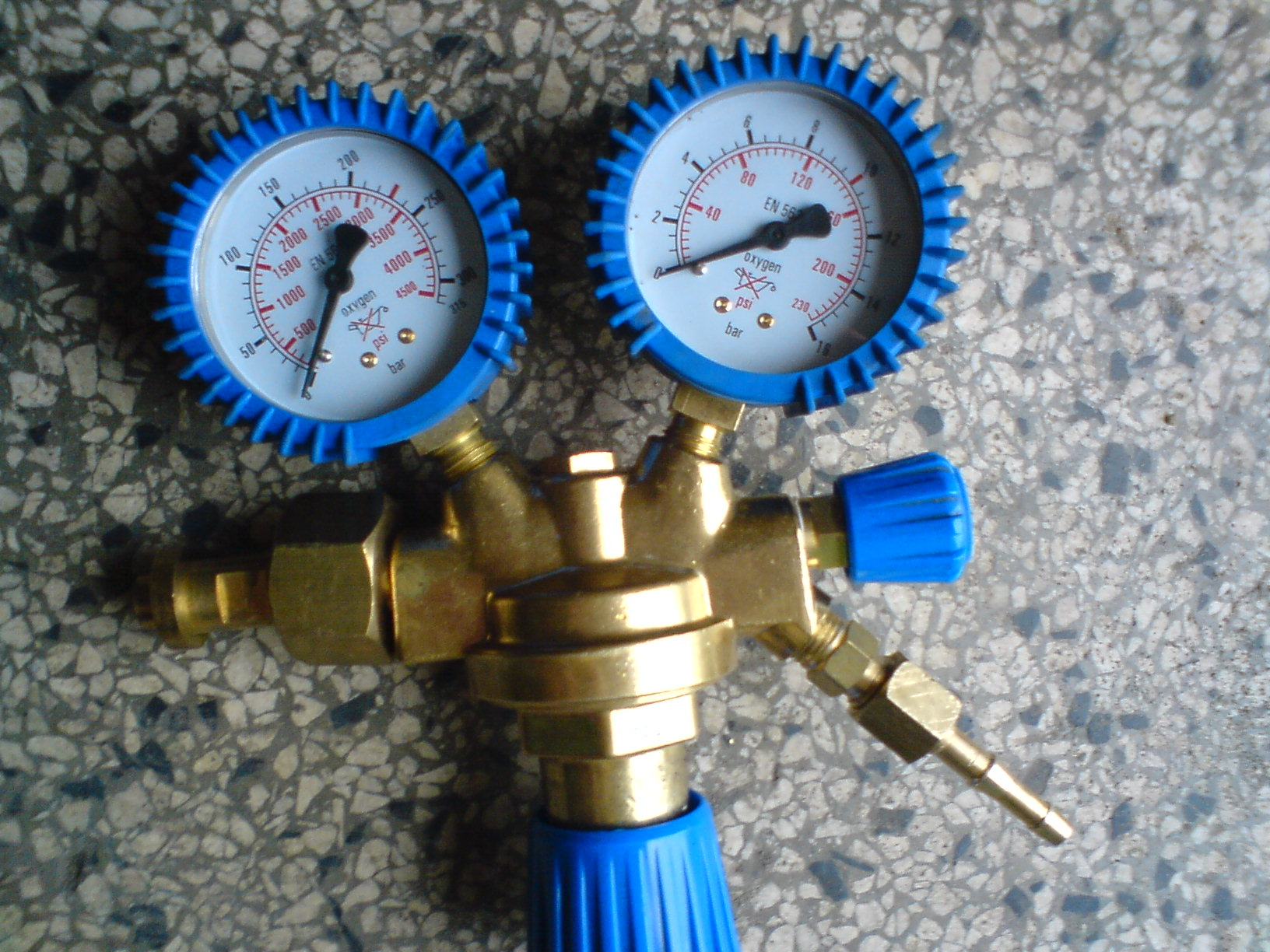
Reduktor tlenowy z zaworem odcinającym

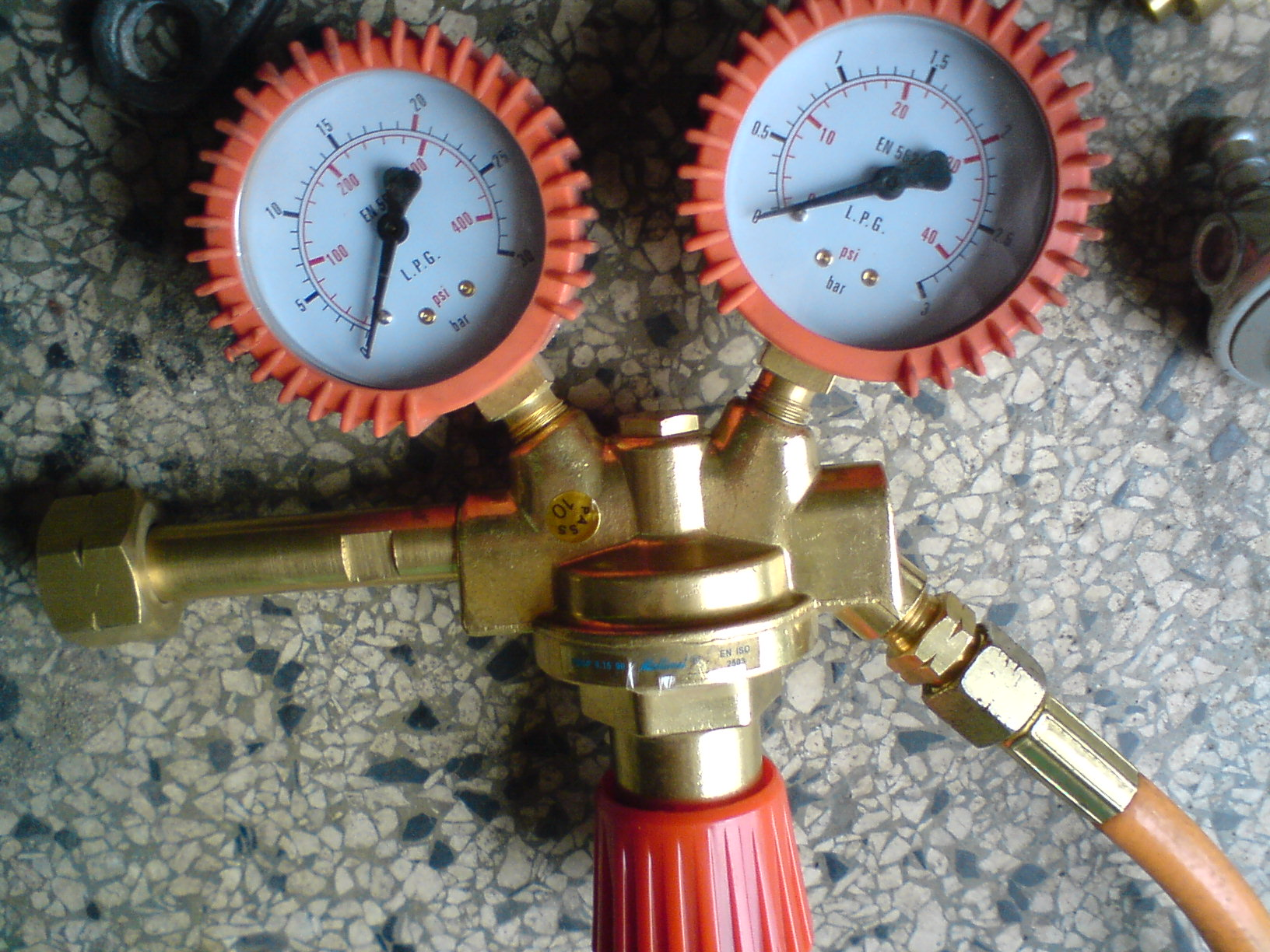
Reduktor do gazu propan-butan ze śrubą nastawczą.

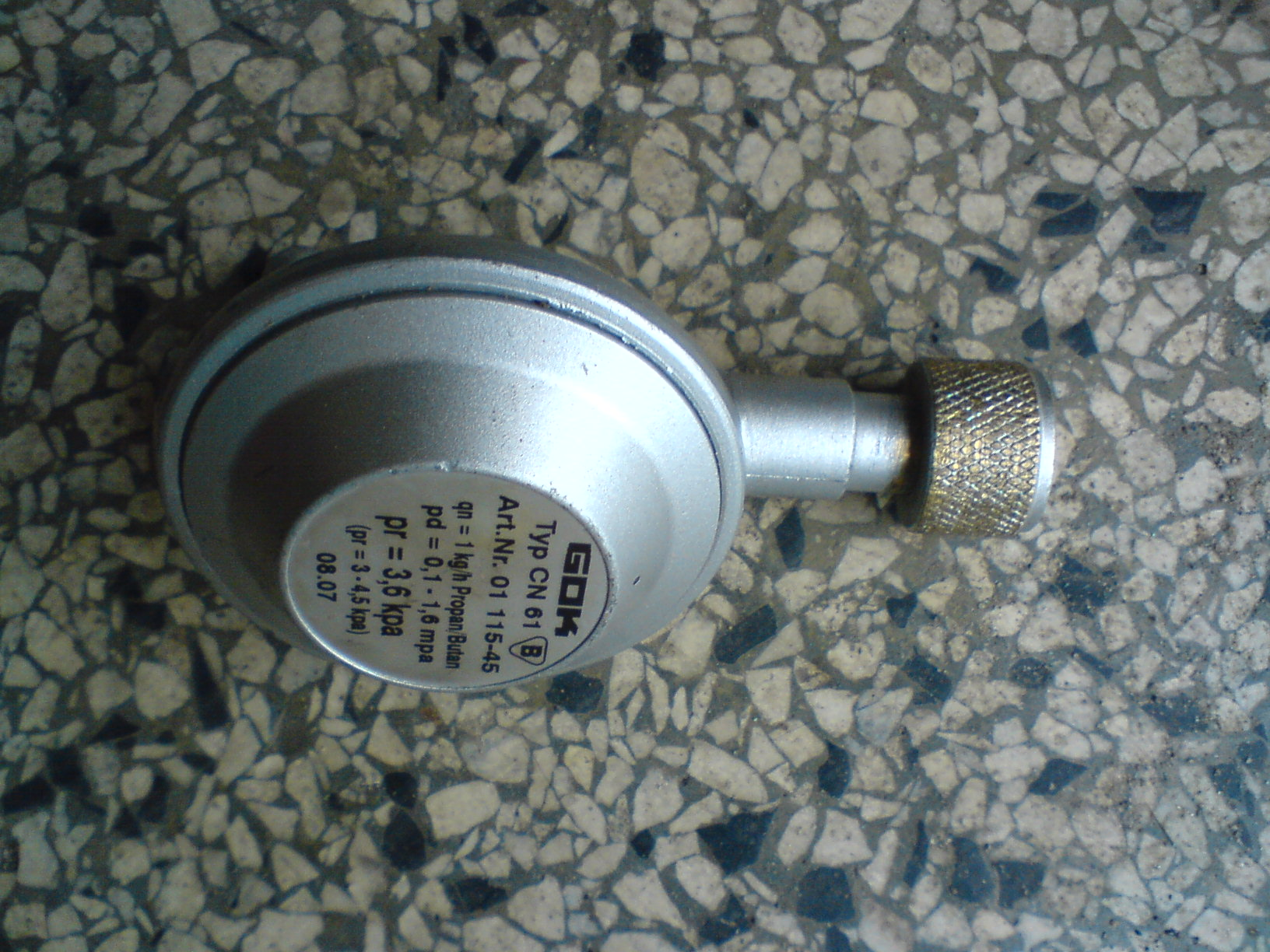
Reduktor do gazu propan-butan utrzymujący stałe ciśnienie ustawione

## Reduktory ciśnienia
Reduktory ciśnienia, względnie stacje redukcyjno-schładzające, pobierają ze zbiornika o wyższym ciśnieniu tyle energii, żeby w podłączonej za nimi instalacji ciśnienie utrzymywało się na stałym poziomie niezależnie od zmieniającego się zużycia. Regulowane ciśnienie (wielkość regulowana) wytwarza na membranie siłę, która porównywana jest na trzpieniu grzyba z siłą napięcia sprężyny, odpowiadającej wartości zadanej. Wartość można ustawić na ustawniku wartości zadanej. Jeżeli zmieni się ciśnienie, a wraz z nim również siła, wówczas grzyb zaworu będzie przesuwany tak długo, aż ciśnienie osiągnie zadaną wartość.

## Regulator upustowy
Regulowane ciśnienie jest pobierana z otworu w korpusie zaworu i doprowadzane do jednej ze stron siłownika. Siła siłownika jest porównywana za pośrednictwem trzpienia grzyba z siłą sprężyny wartości zadanej. Jeżeli rośnie regulowane ciśnienie, to zwiększa się siła siłownika i skok grzyba zaworu jest powiększany pomimo oporu stawianego przez sprężynę wartości zadanej. Dzięki temu zwiększa się wypływający z zaworu strumień medium i maleje ciśnienie aż do ponownego osiągnięcia równowagi między siłą siłownika a napięciem sprężyn.

## Reduktory stosowane do butli gazowych
Reduktory ciśnienia stosuje się przede wszystkim do obniżania ciśnienia panującego w butli gazowej do ciśnienia roboczego danego urządzenia, które często jest dużo niższe niż to panujące wewnątrz butli. Reduktory te mają najczęściej śrubę nastawczą umożliwiającą płynną regulację ciśnienia wyjściowego. Poprzez wkręcanie lub wykręcanie tejże śruby reguluje się siłę, co przekłada się na regulacje ciśnienia wylotowego. Oprócz tego reduktory takie mogą zawierać manometry wysokiego i niskiego  (roboczego) ciśnienia, zawór odcinający, który umożliwia odcięcie dopływu gazu do urządzenia odbiorczego bez potrzeby zakręcania zaworu butli lub zluzowania śruby nastawczej. Gdy pod grzybek dostanie się jakieś ciałko obce, może spowodować niedomykanie się układu regulacyjnego i niebezpieczny wzrost ciśnienia wyjściowego. Żeby tego uniknąć w reduktory wbudowuje się zawór bezpieczeństwa, który automatycznie wypuszcza nadmiar gazu do otoczenia.
Reduktory z regulacją ciśnienia wyjściowego do różnych gazów mają jednakową budowę wewnętrzną, lecz różnią się wewnętrznymi rozmiarami części, oraz mają inne przyłącza do butli, co zapobiega omyłkowemu podłączeniu do butli reduktora przystosowanego do innego gazu. By szybko i jednoznacznie określić do jakiego gazu jest reduktor stosuje się różnokolorowe ogumienie na manometrach, które pełni rolę osłon.
Reduktory te stosuje się niemal w każdym przypadku, gdzie urządzenie zasilane jest gazem z butli gazowej. Stosuje się je m.in. w spawalnictwie (spawanie i lutowanie palnikiem gazowym), w gospodarstwach domowych (kuchenki gazowe zasilane propan-butanem), przy zasilaniu palników np. palnika teclu, bunsena, mécera.